# Elena Gheorghe

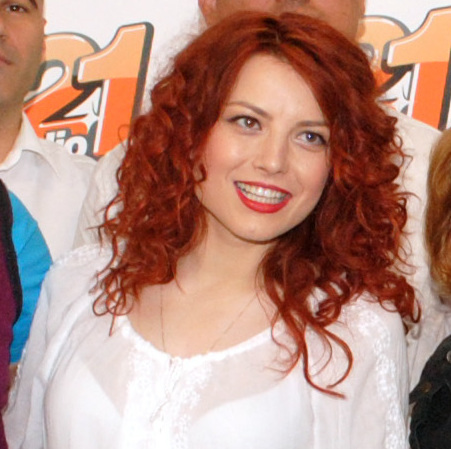
Elena Gheorghe em 2013

Elena Gheorghe (Bucareste, 30 de julho de 1985) é uma cantora pop romena.

## Festival Eurovisão da Canção
Elena Gheorghe, foi escolhida em 31 de janeiro, pela Romênia para representar o seu país no concurso europeu Festival Eurovisão da Canção 2009.

## Família
Elena Gheorghe, vem de uma família de padres e acredita firmemente que a coisa mais importante no mundo é a sua família. Tem uma irmã, Ana, jornalista e um irmão, Costin, o jogador de futebol do 'Sportul Studentesc'. Sua mãe, Marioara Man George é uma cantora de música popular romena e foi o que inspirou Elena para a música.

## Discografia
- Gand pentru ei
- Asa cum vrei
- Liliacea Vreariei

## Linha do tempo
- Maio de 2006 - Elena lança o primeiro videoclipe para o novo projeto - Elena, para a canção Your Voice.
- Junho de 2006 - ela lança seu primeiro álbum solo, seu álbum de voz que contém o super-hit My Sun.
- Agosto de 2006 - Elena sustenta um recital na abertura de Vaya Con Diosband.
- Fevereiro de 2007 - ela lança no Atlantis Studios o vídeo de sua canção Brown Eyes.
- Março de 2007 - Elena ganhou o prêmio Radio Romania Actualitaţi por ato de melhor desempenho em 2006 e foi indicada a Melhor Canção de 2006 com a canção Your Voice.
- Agosto de 2007 - no Romanian Top Hit Music Awards, Elena com a canção Your Eyes Brown ganhou o prêmio de Melhor Canção de 2007.
- Dezembro de 2007 - Elena lançou o vídeo I Adore You do álbum com o mesmo nome; a canção entrou nas primeiras posições das paradas e aqueceu os corações, no verão de 2008.
- Setembro de 2008 - uma versão tripla ocorreu em no Programa de TV de Sunday In The Family: álbum Aromanian - Lilicea Vreariei (Elena é a primeira artista que lançou um álbum de música Aromanian para o mercado de música romena), o álbum pop-latinoI Adore You, e o vídeo para a canção To The Stars.
- Dezembro de 2008 - ela foi recompensada por Aromanian Community para o álbum Aromanian - Lilicea Vreariei.
- Janeiro de 2009 - Elena abre uma loja de moda.
- Janeiro de 2009 - ela ganha o Romanian National Eurovision com a canção The Balkan Girls.
- Março de 2009 - Elena lança o vídeo de The Balkan Girls  e no mesmo mês a sua canção To The Stars se torna número um nas principais emissoras de rádio romena.
- Abril de 2009 - Elena começa uma turnê de promoção para The Balkan Girls, na Alemanha, Inglaterra, Bélgica.
- Maio de 2009 - Elena representa a Romênia na Eurovision Final  realizado em Moscou, chegando em 19 lugar, mas ganhou experiência internacional.
- Julho de 2009 - Elena está envolvida em diversas campanhas humanitárias: Chance na vida, a oportunidade de novas memórias, uma campanha humanitária para crianças com defeitos cardíacos, pare o abuso sexual de menores, jovem esperanças.
- Setembro de 2009 - ela canta em Days of Bucharest com uma orquestra formada por 100 instrumentistas.
- Março de 2010 - ela se envolve em vários projetos musicais Aromanian.
- Maio de 2010 - Elena lança seu novo vídeo para a música Disco Romancing, que torna-se um número um nas principais emissoras de rádio romena.
- Novembro de 2010 - Elena lança seu novo single Midnight Sun.
- Março de 2013 - Elena lança o clipe do seu single Ecou.
- Dezembro de 2013 - Elena lança o clipe de seu single O Simpla Melodie.
- Abril de 2014 - Elena lança o clipe de seu single De Neinlocuit.